# Thân vương quốc Anhalt
Thân vương quốc Anhalt (Tiếng Đức: Fürstentum Anhalt), còn gọi là Bá quốc Anhalt (Grafschaft Anhalt), là một bá quốc Đế chế của Đế quốc La Mã Thần thánh, có vị trí nằm ở miền Trung nước Đức, ngày nay là một phần của bang Sachsen-Anhalt.

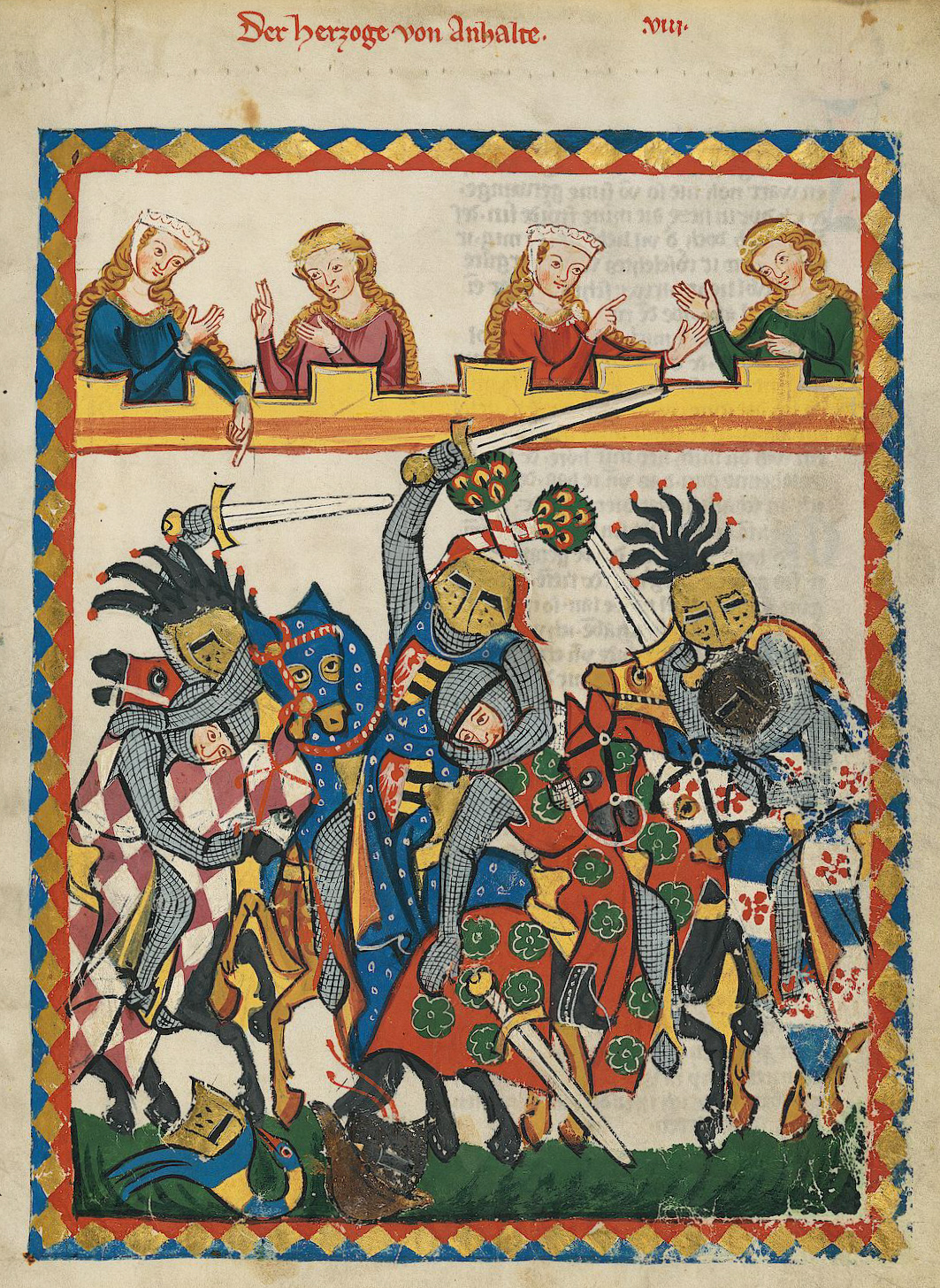
Der Herzoge von Anhalte., Codex Manesse, Năm 1305/15

## Lịch sử
Dưới sự cai trị của Nhà Ascania, lãnh thổ Anhalt được tách ra khỏi Công quốc Sachsen vào năm 1212 và được trao cho Bá tước Heinrich I, người mà sau đó được phong lên đẳng cấp Vương hầu Đế chế vào năm 1218. Do sự chia rẽ của các vương công nhà Ascania từ thời Trung Cổ đến đầu thời kỳ cận đại, Anhalt bị phân tách nhiều lần giữa các nhánh khác nhau của gia tộc cho đến khi Đế chế tan rã vào năm 1806, khi Napoléon thăng các lãnh địa cũ thuộc Anhalt là Anhalt-Bernburg, Anhalt-Dessau và Anhalt-Köthen lên thành các công quốc.

## Địa lí

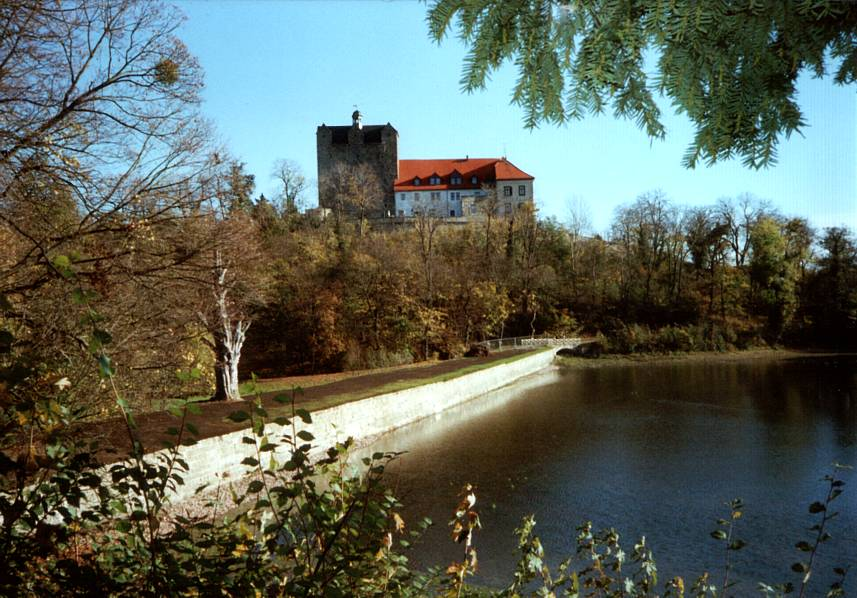
Lâu đài Ballenstedt

Lãnh thổ Anhalt trải dài từ dãy núi Harz ở phía tây qua sông Elbe đến dãy đồi Fläming Heath ở phía đông. Sau khi Công quốc Anhalt-Aschersleben tan rã vào năm 1315, các vùng đất xung quanh Ballenstedt hình thành một lãnh thổ tách rời phía tây. Diện tích của công quốc sau này là 906 sq mi (2.300 km²).
Đỉnh Ramberg (Harz) là điểm cao nhất ở độ cao 1.900 ft (579 m). Vùng đất giữa sông Saale và sông Elbe đặc biệt màu mỡ. Phía đông sông Elbe, vùng đất chủ yếu là một đồng bằng cát phẳng, với những cánh rừng thông rộng lớn, xen kẽ với những bãi lầy và đồng cỏ trù phú. Elbe là con sông chính, cắt phần phía đông của công quốc cũ từ Rosslau tại phía đông sang Mulde ở phía tây.
Khí hậu của Anhalt nói chung là ôn hòa.

Phân vùng Anhalt 1747-1793

Quốc huy của Bá quốc Anhalt thế kỷ 19.

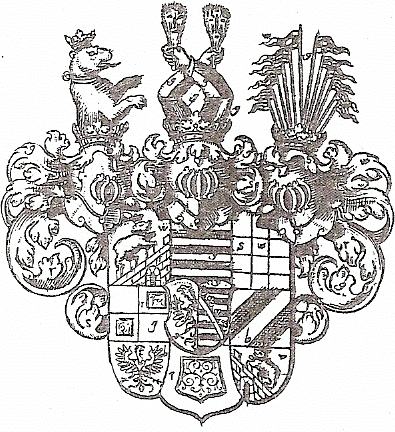
Quốc huy của Anhalt năm 1703

## Dân số
Năm 1905 dân số của Bá quốc Anhalt là 328.007 người, tỷ lệ khoảng 351 người trên một dặm vuông (909 km²). Đất nước được chia thành các vùng Dessau, Köthen, Zerbst, Bernburg và Ballenstedt, trong đó Bernburg là nơi có đông dân nhất và Ballenstedt là nơi có ít dân cư nhất. Có bốn nơi là Dessau, Bernburg, Köthen và Zerbst có dân số hơn 20.000 người.
Cư dân của bá quốc, ngoại trừ khoảng 12.000 người Công giáo La Mã và 1700 người Do Thái, là thành viên của Nhà thờ Tin lành Anhalt. Cơ quan giáo hội tối cao là giáo quyền ở Dessau. Một Công nghị gồm 39 thành viên, được bầu trong sáu năm, họp vào thời gian khác nhau để thảo luận về những vấn đề nội bộ của nhà thờ. Người Công giáo La Mã dưới quyền giám mục của Paderborn.